# Akkosaari (ö i Södra Savolax, Nyslott, lat 61,79, long 28,96)
Akkosaari är en ö i Finland. Den ligger i sjön Pihlajavesi och i kommunen Nyslott i den ekonomiska regionen  Nyslott  och landskapet Södra Savolax, i den sydöstra delen av landet, 280 km nordost om huvudstaden Helsingfors. Öns area är 5,6 hektar och dess största längd är 390 meter i nord-sydlig riktning.